# Eremomela grisa
L'eremomela grisa (Eremomela flavicrissalis) és una espècie d'ocell passeriforme que pertany a la família Cisticolidae originària de l'Àfrica oriental.

## Distribució i hàbitat
Es troba a les sabanes seques d'Etiòpia, Kenya, Somàlia i Uganda.